# 四川省武胜万善职业中学
四川省武胜万善职业中学，简称万善职中，是一所位于四川省广安市武胜县万善镇的职业中学，它也是广安市重点职业中学。学校为万善中学改制而成，在之前亦为万善职中，其间多反复。

## 现状
学校现在占地面积34500平方米，建筑面积22500平方米，教职工120人（其中省级骨干教师1人，市级教学名师1人，县级教学名师5人，高级教师25人，“双师型”教师20人），在校生1800人。学校教学、生活设施设备齐全、齐备，建有校园计算机网络系统，远程教育信息网络系统、闭路电视网络系统，无线电广播系统。拥有多媒体微机教室、多媒体网络教室，多媒体语音教室等。教育、教学、财务、图书、食堂均实现了计算机管理。

## 专业设置
- 计算机及应用
- 文秘
- 数控技术应用
- 服装制作与营销
- 旅游管理
- 幼教

## 校训、学风与教风
校訓
诚信、求是、勤奋、创新
学风
励志、勤学、多思、进取
教风
教书育人、敬业爱生、奉献社会